# Ángel Luis Fernández Herrero
Ángel Luis Fernández Herrero (Madrid, 1947) es un director de fotografia de cinema espanyol. Va començar estudiant enginyeria aeronàutica, però ho va deixar i va ingressar a l'Escola Oficial de Cinema. Gràcies a una beca va treballar de professor de cinematografia a la facultat de Mitjans de Comunicació Social a la Pontifícia Universidade Católica do Rio Grande do Sul (1973-1974). Després de tornar a Madrid va treballar com a fotògraf de premsa i va fer alguns documentals industrials i publicitat, però gràcies a la seva amistat amb Fernando Colomo el 1976 va debutar com a operador de càmera al curtmetratge Pomporrutas imperiales i el 1977 al seu llargmetratge Tigres de papel. Ha treballat amb directors com Fernando Trueba, Pedro Almodóvar, Imanol Uribe i Víctor Erice. Ha estat nominat a la millor fotografia per Joves als IV Premis Barcelona de Cinema i al Gaudí a la millor fotografia per Benvingut a Farewell-Gutmann (2008).

## Filmografia (selecta)
- Pomporrutas imperiales (1976)
- Tigres de papel (1977)
- Ópera prima (1980)
- La guerra de los niños (1980)
- Tú estás loco Briones (1981)
- La patria del rata (1981)
- Estoy en crisis (1982)
- A contratiempo (1982)
- Laberinto de pasiones (1982)
- Entre tinieblas (1983)
- Sal gorda (1984)
- ¿Qué he hecho yo para merecer esto? (1984)
- Matador (1986)
- Adiós pequeña (1987)
- La ley del deseo (1987)
- Baton Rouge (1988)
- El sol del membrillo (1992)
- Cómo ser infeliz y disfrutarlo (1994)
- Belmonte (1995)
- La virtud de asesino (1998)
- El invierno de las anjanas (2000)
- Km. 0 (2000)
- El deseo de ser piel roja (2002)
- Joves (2004)
- Un rey en La Habana (2005)
- 20-N: Los últimos días de Franco (2008)
- Benvingut a Farewell-Gutmann (2008)
- La mula (2013)